# 今泉純一
今泉 純一（いまいずみ じゅんいち 1949年 - ）は日本の弁護士、大学教授。

## 概要
兵庫県神戸市出身、滝川高等学校卒業、北海道大学法学部卒業。1975年に司法試験に合格し、1978年より大阪弁護士会に登録し弁護士として勤務する。2002年にエートス法律事務所を設立。2006年には司法試験委員会の考査委員に就任。2007年から2015年まで甲南大学法科大学院教授。甲南大学での担当科目は倒産法。

## 共著
- 会員権問題の理論と実務―入会契約から施設経営企業の倒産まで(2001年)[4]
- 実務 倒産法講義(2004年)[4]
- 実践倒産法入門 : 現場経験を通した実務の視点から学ぶ(2013年)[4]
- 倒産法実務大系(2018年)[4]